# كريس هايد
كريستوفر تشارلز هايد (بالانجليزية: Christopher Charles Heyde) (20 أبريل 1939، سيدني - 6 مارس 2008، كانبرا) هو عالم إحصاء أسترالي بارز، أجرى أبحاثًا رائدة في الإحصاء، والاحتمالات، والعمليات العشوائية، وحاصل على جائزة وسام أستراليا.
عمل أستاذاً في جامعة كولومبيا، وجامعة ملبورن، وهيئة البحوث الأسترالية، وجامعة مانشستر، وجامعة شيفيلد، وجامعة ميشيغان الحكومية، والجامعة الوطنية الأسترالية.
توفي هايد بسبب سرطان الجلد النقيلي في عام 2008.